# Tobias Unger
Pour les articles homonymes, voir Unger.
Tobias Benjamin Unger (né le 10 juin 1979 à Munich) est un athlète allemand spécialiste des épreuves de sprint.

## Biographie
Tobias Unger se distingue en 2001 sur sa distance de prédilection, le 200 mètres, en devenant vice-champion d'Allemagne et en participant à ses premières grandes compétitions internationales. Aux championnats d'Europe juniors il est finaliste, aux championnats du monde il est éliminé en séries.
Il progresse à partir de 2003 en réalisant 20 s 41 à Oberkirch, le meilleur temps d'un Allemand depuis 18 ans, et en devenant champion d'Allemagne à Ulm, tandis que les championnats du monde se soldent par une nouvelle élimination dès les séries.
En 2004 il conserve son titre national à Brunswick. Il participe aux Jeux olympiques à Athènes : après un record personnel de 20 s 30 en quart de finale, il doit se contenter d'une septième et dernière place en finale (20 s 64) derrière notamment les trois américains Shawn Crawford, Bernard Williams et Justin Gatlin. Il est éliminé en séries du relais 4 × 100 m. Cependant, le 17 juillet à Madrid il avait réalisé le temps de 38 s 30 avec ses compatriotes, le meilleur temps d'un relais allemand derrière les 38 s 29 datant de 1982.
En 2005, il remporte quatre titres nationaux.
En salle le 20 février à Sindelfingen il gagne le 60 m en 6 s 60 (record personnel) et le 200 m en 20 s 56, record personnel qu'il améliore deux semaines plus tard à Madrid en devenant champion d'Europe avec le temps de 20 s 53, record d'Allemagne en salle.
En plein air les 2 et 3 juillet à Wattenscheid il gagne le 100 m en 10 s 16 (record personnel) et le 200 m en 20 s 20, un record d'Allemagne qui efface les 20 s 23 de Frank Emmelmann du 18 août 1985.
Il termine 7e de la finale du 200 mètres des Championnats du monde d'Helsinki en 20 s 81, derrière notamment Justin Gatlin, Wallace Spearmon John Capel et Tyson Gay, et à la même place en relais.
Le 15 août 2008, il finit 7e de son quart de finale du 100 m des Jeux olympiques 2008 à Pékin en 10 s 36 derrière notamment Marc Burns, Kim Collins, Tyrone Edgar et Samuel Francis.
Le 1er août 2010, lors des Championnats d'Europe d'athlétisme 2010, il contribue comme premier relayeur (avec Marius Broening, Alexander Kosenkow et Martin Keller) au gain de la médaille de bronze du relais 4 × 100 m allemand, en 38 s 44, derrière les équipes française et italienne.
Le 1er juillet 2012 il obtient l'argent du relais 4 × 100 m aux championnats d'Europe. Le 28 juillet 2012 à Weinheim, il réalise 38 s 02 avec ses compatriotes Julian Reus, Kosenkow et Lucas Jakubczyk et bat le vieux record national de 38 s 29 qui tenait depuis 1982 et était l'œuvre de quatre athlètes est-allemands.
En 2013 il prend la charge d'entraîner l'équipe de football junior du VfB Stuttgart et prend sa retraite de l'athlétisme en 2014.

### Palmarès
Jeux olympiques

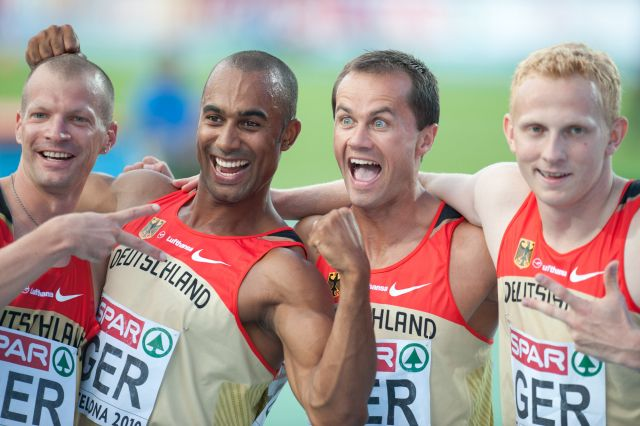
Tobias Unger (à gauche) avec ses coéquipiers du relais 4 × 100 m lors des Championnats d'Europe 2010.

- Jeux olympiques de 2004 à Athènes ( Grèce) 
  - 7e sur 200 m

Championnats du monde d'athlétisme
- Championnats du monde d'athlétisme de 2005 à Helsinki ( Finlande)
  - 7e sur 200 m
- Championnats du monde d'athlétisme de 2007 à Osaka ( Japon)
  - 6e en relais 4 × 100 m

Championnats du monde d'athlétisme en salle
- Championnats du monde d'athlétisme en salle de 2004 à Budapest ( Hongrie)
  -  Médaille de bronze sur 200 m

Championnats d'Europe d'athlétisme en salle
- Championnats d'Europe d'athlétisme en salle de 2005 à Madrid ( Espagne)
  -  Médaille d'or sur 200 m

#### National
- 4 titres au 60 m (salle) : 2004, 2005, 2008, 2010
- 3 titres au 100 m (2005, 2008, 2009, 2011)
- 3 titres au 200 m (2003-2005) et 4 en salle (2003-2006).

## Records
| Épreuve              | Performance | Lieu         | Date            |
| -------------------- | ----------- | ------------ | --------------- |
| 60 mètres (en salle) | 6 s 60      | Sindelfingen | 20 février 2005 |
| 100 mètres           | 10 s 14     | Mannheim     | 3 juillet 2010  |
| 200 mètres           | 20 s 20     | Wattenscheid | 3 juillet 2005  |